# Grudaš
Grudaš (cyr. Грудаш) – wieś w Serbii, w okręgu toplickim, w gminie Žitorađa. W 2011 roku liczyła 223 mieszkańców.